# Tibellus japonicus
Tibellus japonicus là một loài nhện trong họ Philodromidae.
Loài này thuộc chi Tibellus. Tibellus japonicus được miêu tả năm 1999 bởi Efimik.